# Tougan
Tougan – miasto w północnej części Burkina Faso. Jest stolicą prowincji Sourou. W 2013 roku liczba mieszkańców wynosiła 19 972